# Мали пират
Мали пират је роман за децу писца Антa Станичићa из 1956. године. Говори о животу групе морнара који су живели пре око 300 година и о бокељским обичајима.

## Инспирација
Кад је роман објављен, писца су питали да ли је овај догађај истинит. Он је рекао:
Истина је да се једна девојка враћала из Венеције једним бокељским једрењаком и да су тај брод напали гусари. Зна се да су рођаци и пријатељи отпремили једрењак да нађу своје рођаке. То је записано у старим папирима. Прочитао сам тих неколико реченица и годинама размишљао о томе.
Тако је настао роман у коме су оживљени давно заборављени људи и догађаји.

## Радња
У роману се говори о побуни морнара из Боке. Предвођени капетаном Илком желели су да се освете Али-Коси, који је киднаповао Илкову сестру Јелену. Место радње је Јадранско море, а време — 18. век. Главни јунак је Миљан.

## О Миљану
Миљан је добар, сналажљив и храбар. У једном делу је био привржен Али-Коси због плана осталих морнара. Иако је опловио скоро цело Јадранско море, највише воли свој завичај.

## Препричано

### Први део
Први део или Добро јутро, добри сине је увод. У њему је Илко требало да се ожени Љубицом. Пошто се Јелена није дуго појављивала, Анђа је почела да брине да ли ју је Али-Коса киднаповао. Шпиро, Илко и Миљан су је одвраћали од тога. На његово венчање дошао је Конте Марко, стари морепловац. Кад су сватови кренули по Љубицу, један човек који је возио поштански брод од Венеције је био на истом броду са Јеленом. Дошао је да Илку каже за ту вест. Рекао је да су неки морнари погинули. Њихове мајке су отишле са венчања плачући. Љубичин отац је рекао Илку да се свадба откаже, да свадба не буде тужна. Ту се Илко и Миљан спремају да иду да је траже са осталима, Среданом, Ђуришом, шкриваном. Хтели су кренути њиховим малим једрењаком, али им је Марко дао свој опремљен и наоружан брод, јер је знао да ће их Али-Коса побити и да немају никакве шансе. Кренули су из Боке да плове по дугом Јадрану.

### Други део
Други део или Мали од палубе је део у којом једрењак исплива из Боке са пратњом од десет малих чамаца у којима су становници Боке који су желели да виде тим побуњеника. У овом делу Миљан почиње да учи како треба да се понаша на броду и од Илка добија нож. Миљану су почели да недостају другари, али тада је ноштормо окупио посаду. Миљан се приближио и чуо да је на броду неко. Ноштормо Средан, са још два-три морнара и Миљаном је кренуо да види ко је. Упитао је Миљана ко му је рекао да пође. Он је рекао да је сам тако одлучио. Ноштормо га је одмах послао на палубу. Кад су капетани ушли у ту собу, видели су дете, па су однели на палубе јер је изгубило свест. Миљан је одмах познао друга Мирка. Мирко се освестио и рекао је Миљану да жели и он да пође. Миљан и остали су га одвраћали, па су га искрцали у један чамац. После пар минута, Ђуричша је рекао Миљану да сад пролазе поред њихове куће, да поздрави мајку. Тако је и урадио. Хтео је да се врати, али није. Схватио је да ће обрукати и оца и Илка, а и њега самог. Коначно су испловили из Боке...

### Трећи део
Трећи део или Брод на видику је део у којем посада побуњеника први пут угледа брод. Море је било мирно, Миљан се надао да ће таласи бити много већи, али ништа. Живот на мору му се чинио једноличан. Илко је са шкриваном на мапи, у капетанској кабини, посматрао правац кретања брода. Средан је рекао Миљану да са Ђуришом почне да чува стражу, јер ће он одсад бити стражар. Илко је изашао и рекао посади да су сад за сваки брод трговци, јер су мислили да Али-Коса има шпијуне. Миљан се мало љутио што Илко више није толико присан са њим, колико је био код куће. Илко је упитао Ђуришу како Миљан слуша. Ђуриша је рекао да Миљан све хоће на други начин да реши. Илко му је рекао да га све темељито научи да би схватио да живот на мору није тако једноставан. Усред ноћи, стражар је опазио брод и то је гласно рекао. Убрзо се цела посада окупила. Нагађали су ко то може бити, Илко је претпоставио да су то можда Млечани. Брод се приближио, то су заиста били Млечани. Тражили су исправе. Илка су упитали којим послом иду, он је одговорио трговином. Шкриван је дошао са документима. Тај официр их је прегледао и вратио се. Оба брода су наставила својим путем.

## Бокељски обичаји из романа
- Отац мора први да честита сину или ћерци венчање.
- Младић пре женидбе у двориште мора засадити маслине.

## Миљанова породица
| Име    | Миљанов је... |
| ------ | ------------- |
| Илко   | брат          |
| Шпиро  | отац          |
| Анђа   | мајка         |
| Јелена | сестра        |

## Ликови
- Миљан
- Илко
- Средан
- Ђуриша
- шкриван
- Али-Коса
- Јелена
- Шпиро
- Анђа
- Љубица
- Млечанин
- сињор Анђело
- и остали

## Делови
- „Добро јутро, добри сине...“
- Мали од палубе
- Брод на видику
- Сињор Анђело
- Први заробљеник
- У име морнарског суда
- Пожар на пучини
- Срећно капетане
- Морска пијавица код Првића
- Нећу ја то
- На другој обали
- Освета се кује
- Још две птичице у кавезу
- То је он-Али Коса
- Мали пират
- Велики испит
- Сусрет на гусарском броду
- Пусто острво
- Миљанов други велики испит
- Лула дувана
- Окршај у модрој шпиљи

## Мање познате речи из романа
Ако сте прочитали роман, видели сте да има непознатих речи. Објашњења:
- анкора — сидро
- аривали — стигли смо
- барел — дрвена посуда запремине 150л
- барћетан — изобиљан
- барк — једрењак са 3 једра
- брик — врста једрењака
- бунаца — тишина
- бусола — компас
- дондо — бокељски израз за стрица
- жбир — ухода
- зенит — највиша тачка на небеском своду
- конте — (фран.) племић
- кувијерта — палуба
- кучак — пас
- лагум — покоп
- маестро — учитељ
- ноштромо — најстарији морнар на броду
- пас — широк црни појас, дуг неколико метара
- прова — прамац
- провидур — старешина
- разина — површина, ниво
- селам — поздрав
- тимун — кормило
- ћувик — брежуљак
- филџан — (турс.) шоља за кафу
- флок — мало једро
- хунцут — мангуп
- шјор — господин
- шкина — брод

## Читаност
Према истраживању спроведеном међу ученицима млађих разреда основне школе у Србији, ученици четвртог разреда највише читају Малог пирата.